# Master Chief
Master Chief är den fiktiva huvudkaraktären i spelserien Halo. Andra benämningar är Spartan 117 (efter hans spartannummer), John (hans riktiga namn) och The Demon (Covenants namn på honom).
Master Chief Petty Officer John-117, eller kort: Master Chief, är en medlem i SPARTAN II-projektet, genmaipulerade supersoldater som fått militärutbildning sedan de var små. Alla spartaner har ett serienummer, i Master Chiefs fall 117, som de har fått för att ytterligare minska känslan av att de är vanliga människor. Master Chiefs riktiga namn är John.
Master Chief blev efter försäljningssuccén av Halo: Combat Evolved Microsofts maskot för Xbox (och senare Xbox 360)

## Attribut

### Utseende
Master Chief är 2,13 meter lång och väger 130 kg (nästan ett halvt ton med full pansar). Han karaktäriseras av sin gröna helkroppspansar som han sällan är utan. Man har aldrig fått se hans ansikte i något av spelen (förutom en glimt i Halo 4 när man klarar av kampanjen på legendarisk nivå), då avsiktligt taskiga kameravinklar har skymt det varje gång han har tagit av sig sin hjälm. Det har däremot antytts i böckerna att han ska ha kortklippt hår, allvarliga ögon och väldigt blek hy.

### Personlighet
Chief är i spelen en väldigt tystlåten karaktär och pratar endast i de mellansekvenser som dyker upp. Detta för att spelaren ska kunna leva sig in i rollen som Master Chief mer enligt Bungie. När han väl talar så gör han det med en mörk, avslappnad röst. Vilket visar på hans hårda militärträning att aldrig känna rädsla. Trots sitt kyliga yttre mot alla i sin omgivning så bryr sig Master Chief om sina kollegor inom armén.

## Medverkar i

### Spel
- Halo: Combat Evolved
- Halo 2
- Halo 3
- Halo 4
- Halo 5: Guardians
- Halo Infinite

### Böcker
- Halo: The Fall of Reach
- Halo: The Flood
- Halo: First Strike
- Halo: Uprising

### Webbserier
- Halo 4: Forward Unto Dawn